# Finalizer
Finalizer is een arcade shooter die werd ontwikkeld door Konami en werd uitgegeven in 1985. De speler bestuurt in het spel een vliegtuig dat over verschillende staten in Amerika vliegt en hierbij verschillende soorten vijanden neerschiet.

## Ports
Finalizer was een van de eerste spellen die Microsoft beschikbaar stelde voor het gameplatform Game Room op de Xbox 360 en Games for Windows - LIVE in maart 2010.

### Andere spellen
Finalizer was de naam van een van de machines in Speed King NEO KOBE 2045 (1996).